# Фрост Бэнк-центр
Фрост Бэнк-центр (англ. Frost Bank Center, ранее AT&T Center и SBC Center) — крытая спортивная арена в Сан-Антонио, Техас, США. Она была завершена в 2002 году как «SBC Center» и стоила 175 млн $. Арена является домашней для клубов «Сан-Антонио Спёрс» из НБА и «Сан Антонио Рэмпэйдж» из АХЛ в зимне-весенний сезон и ежегодного San Antonio Stock Show & Rodeo, проходящего в феврале. Профессиональная ассоциация родео, проводящая San Antonio Stock Show & Rodeo, также проводит Xtreme Bulls tour event (примерно в то же время с Stock Show). Арена вмещает 18797 во время баскетбольных матчей, 13000 — хоккейных и 19000 во время концертов или религиозных собраний, а также содержит 50 люксов и 32 ванных комнаты (16 мужских и 16 женских). В дополнение ко многим местным событиям и спортивным мероприятиям, Ассоциация спорт-каров Сан-Антонио проводит автокросс на стоянке каждый месяц. SBC Communications, Inc купили право назвать арену на 20 лет за 41 млн $. SBC Communications изменила своё название на AT&T, Inc в ноябре 2005 года после поглощения AT&T Corporation. Арена официально называлась «AT&T Center» с 2006 по 2023 год. В сентябре 2023 года после смены спонсора получила название «Фрост Бэнк-центр».

## События
- «Сан-Антонио Спёрс» начал играть на «Frost Bank Center» в качестве своей домашней арены в сезоне 2002/03, в котором завоевала свой второй чемпионский титул в финальной серии из 6 матчей против «Нью-Джерси Нетс». Шестую, победную для «Сан-Антонио Спёрс» игру, команды проводили на «Frost Bank Center».
- Седьмой матч финальной серии чемпионата НБА сезона 2004/05 между «Сан-Антонио Спёрс» и «Детройт Пистонс» также проходил на этой арене. Выиграв 81-74 «Сан-Антонио Спёрс» завоевали очередной чемпионский титул.
- 28 января 2007 года Гробовщик выиграл первую в своей карьере Королевскую битву WWE, которая проходила на «Frost Bank Center».
- 15 июля 2007 года Бейонсе выступала с концертом.
- 23 июня 2008 года на «Frost Bank Center» проходил Драфт WWE.
- 9 августа 2009 года рок группа Green Day выступала с концертом. Открывала концерт группа Franz Ferdinand.
- 14 августа 2009 года проходил Mayhem Festival на котором выступали Slayer and Marilyn Manson.
- 13 декабря 2009 года на «Frost Bank Center» WWE проводило первое в истории ППВ TLC: Tables, Ladders, & Chairs.